# Dariusz Rekun
Dariusz Rekun (ur. 1958) – polski koszykarz występujący na pozycji obrońcy, wielokrotny medalista mistrzostw Polski.

## Osiągnięcia
Na podstawie, o ile nie zaznaczono inaczej.
Drużynowe
- Mistrz Polski (1977)
- Wicemistrz Polski (1978, 1987, 1988)
- Brązowy medalista mistrzostw Polski (1983)
- Zdobywca pucharu Polski (1977)

Reprezentacja
- Uczestnik mistrzostw Europy U–18 (1976 – 6. miejsce)[2]